# Smrk chupejský
Smrk chupejský (Picea neoveitchii) je druh jehličnatého stromu původem z Číny.

## Popis
Jedná se o strom, který dorůstá až 15 m výšky a průměru kmene až 50 cm. Borka je šedavá, v dospělosti rozpraskaná do šupin. Větvičky mají bledě žlutou barvu, někdy jsou trochu nahnědlé, později šedavé až žlutošedé, lysé. Jehlice jsou na průřezu široce kosočtverečné, asi 1,5–2,5 cm dlouhé a asi 2 mm široké, na vrcholu špičaté. Samičí šišky jsou jako nezralé zelené, za zralosti bledě hnědé až hnědé, vzácně žlutozelené, podlouhle až vejčitě válcovité, za zralosti asi 8–14 cm dlouhé a asi 5–6,5 cm široké. Šupiny samičích šišek jsou za zralosti kosočtverečně vejčité, asi 27 mm dlouhé a asi 27–30 mm široké, horní okraj je zoubkatý až skoro celokrajný, široce zaokrouhlený až tupý. Semena mají křídla asi 10 mm dlouhá.

## Rozšíření
Smrk chupejský je přirozeně rozšířen v Číně, a to na jihu provincie Kan-su, na jihozápadě provincie Che-nan (okresy Nej-siang), na západě Chu-pej, na jihu Šen-si, na severovýchodě Šan-si (Wu-tchaj-šan) a v S’-čchuanu.

## Ekologie
Roste v horských lesích v nadmořských výškách 1300-2000 m n. m. I ve své domovině se vyskytuje jen roztroušeně a je to vzácný druh, veden jako ohrožený.